# 實驗物理學
物理學領域中，實驗物理學或實驗物理是直接觀察物理現象，以獲取關於宇宙中從大到小各種資料的學科分類，包含許多類型的子學科。其中各個子學科皆有一相似目標，即是收集並解釋所得到的數據資料。方法上則各異，從很簡單的實驗與觀察，到如同大型強子對撞機(Large Hadron Collider, LHC)這樣的複雜實驗都屬於此一分類。

## 當前主要的實驗
當前一些重大的實驗物理計畫有：

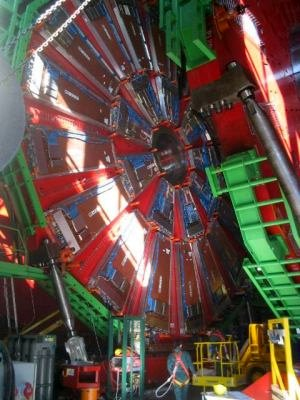
位在CERN的大型強子對撞機(LHC)之一部分，是一個重大的實驗研究計畫。

- 相對論性重離子對撞機：將如金離子的重離子（此為第一個重離子對撞機）與質子對撞。此對撞機設於美國長島的布魯克哈芬國家實驗室。

- 大型強子對撞機(Large Hadron Collider, LHC)：已於格林威治標準時間西元2008年9月10日啟用的大型強子對撞機。它可讓質子具有目前可達到的最高能量對撞（約7TeV）。此對撞機設在CERN，位於瑞士城市日內瓦。大型強子對撞機的兩個主要探測器，超環面儀器和緊湊緲子線圈，將可體現宇宙誕生時的狀況。粒子沿對撞機27公里長的環道加速之快接近光速，10小時內能涵蓋超過160億公里，足夠往返海王星一趟。粒子在緊湊緲子線圈和超環面儀器之中，每秒撞擊約800次來模擬著大爆炸，緊湊緲子線圈和超環面儀器並不相同，但建造時彼此呈平行好讓兩者都能捕捉到這些災難性碰撞。

## 方法
實驗物理學主要使用兩種實驗研究方法，可控實驗與自然實驗。受控實驗通常是在實驗室內進行完成，因為實驗室能夠提供一個可控制的環境。自然實驗的實驗環境则無法控制與調整；例如，在天文物理學裏，當觀測星體時，科學家無法控制星體的物理性質、化學成分、運動狀態等等。

## 傑出實驗物理學家
實驗物理學比較不強調研究者的數學造詣。例如，麥可·法拉第沒有受过良好的正統數學教育，只懂得一點微積分。實際上，他對數學不感興趣。法拉第認為透過數學瞭解自然很容易與真正的自然現象失去接觸；他希望能夠腳踏實地，越接近自然現象越好，而实現這目標的方法就是不斷地做實驗。法拉第勤於做筆記，他將實驗的所有相關細節都一絲不苟的詳盡記錄。巨著《電學實驗研究》就是這些筆記的結晶。法拉第具有豐富的想像力，喜歡問問題，不停地問問題，然後做實驗來尋求這些問題的答案。在這些層出不窮的問題中，存在著一個核心思想——這些自然現象的實際狀況為何？
- 尼古拉·特斯拉
- 伽利略·伽利莱
- 亨利·貝克勒
- 迈克尔·法拉第
- 馬克斯·馮·勞厄
- 約瑟夫·湯姆森
- 歐內斯特·勞倫斯
- 吴健雄
- 威廉·肖克利
- 朱棣文
- 崔琦
- 朱經武
- 吳茂昆